# Thomas Cup 1964
La Thomas Cup es un torneo internacional que se juega en equipos y por la supremacía en el bádminton varonil; su contraparte es la Uber Cup que es disputada en las ramas femeniles. El primer torneo se jugó en 1949 y se repitió cada tres años hasta que, en 1982, se acordó disputarla cada dos años. 
En 1964, veintiséis equipos nacionales, excepto el campeón defensor (Indonesia), se repartieron en cuatro zonas clasificatorias (Asia, Australasia, Europa, y Americana). Los ganadores de cada zona clasificatoria, después jugaron en Tokio, Japón, una segunda ronda de inter-zonas; el ganador de esta segunda ronda, obtenía el derecho a enfrentar al campeón defensor, Indonesia, en una Ronda de Reto o "challenge round". Este torneo fue la primera vez que la segunda ronda de inter-zonas no fue jugada en el país del campeón defensor, para evitar previos abusos de este privilegio. Para una descripción más detallada de la Thomas Cup, ver el artículo general de Wikipedia.

## Resumen de la primera ronda: zonas clasificatorias
Con Malasia e India compitiendo en la zona de Australasia, y Japón en la zona Americana, la zona asiática fue fácilmente tomada por Tailandia, el previo subcampeón de la Thomas Cup 1961, tras derrotar a Taiwán (9–0). Es de notarse que, tras su ausencia en el equipo tailandés en 1961, Charoen Wattanasin había regresado, al igual que Channarong Ratanaseangsuang - quien residía en California - y quien se reuniría al equipo para la siguiente ronda de inter-zonas.
En la zona de Australasia zona, un rejuvenecido equipo de Malasia, sin la mayoría de sus figuras de sus previos campeonatos en los 1950s, derrotaba a la India (8–1) y Australia (9–0), destacando el jugador malasio Teh Kew San, quien ganó sus 8 encuentros. 
En la zona Americana, además de los tradicionales rivales EE. UU. y Canadá, hicieron su debut Jamaica y México, quienes junto con Japón, conformaron este grupo. Con su experiencia, Japón venció a México (9-0) y, en la siguiente fase a Canadá (8–1). En la final de la zona, Japón venció a los EE. UU. (7-2), quien siempre había ganado la zona Americana en las previas competiciones, a pesar de las dos brillantes victorias en singles del norteamericano Jim Poole. Jugando como doblista y como el tercer singlista, el capitán del equipo de Japón, Eiichi Nagai ganó sus nueve partidos en esta ronda clasificatoria.
Dinamarca otra vez dominó en la zona Europea; venciendo a Inglaterra (8–1) en la final. El equipo danés se dio el lujo de alinear al entonces 5 veces campeón del All-England en la categoría de singles, Erland Kops (entonces solamente de 27 años), junto con el campeón reinante del All-England, Knud Aage Nielsen, y el subcampeón del All-England en singles, Henning Borch, además de la pareja reinante y seis veces ganadora del All-England integrada por Finn Kobbero y Jorgen Hammergaard Hansen. Así pues, Dinamarca lucía como el pleno favorito y equipo a vencer en Tokio. 

## Resumen de la segunda ronda: Inter-zonas
5 equipos de 4 regiones participaron en esta edición; no obstante, Indonesia, el campeón defensor, no sería requerido, sino, hasta la Ronda de Reto.
Australasia
- Malasia
- Indonesia (eximida hasta la Ronda de Reto)

Asia
- Tailandia

Europa
- Dinamarca

América
- Japón

En su conjunto, los jugadores que disputaron la segunda ronda de inter-zonas en Tokio, quizás ha sido el contingente más fuerte que se haya visto en una Thomas Cup, pues, hasta los partidos entre los tercer singlistas de los equipos finalistas, en varias ocasiones enfrentaron oponentes de clase Mundial entre sí. Con mayor dificultad de la esperada, Tailandia eliminó (6-3) el equipo del país anfitrión, Japón. Channarong Ratanaseangsuang y Charoen Wattanasin lograron ganar sus partidos de singles, pero, los doblistas tailandeses apenas igualaron victorias contra las parejas niponas, quienes destacaron por su rapidez y agresividad en la cancha. Yoshinori Itagaki tuvo una mano en dos de los partidos ganadores para Japón. En la otra serie, los singlistas de Dinamarca dominaron a los jugadores malasios, pero, aun así los encuentros fueron altamente competitivos; por ejemplo, Tan Aik Huang, de tan solo dieciocho años, le hizo veintiséis puntos a Erland Kops, dando muestras de su futuro potencial. Dinamarca ganó 7–2; las victorias Malasias fueron contra la segunda pareja de doblistas daneses.
La final de la segunda ronda de inter-zonas, entre Dinamarca y Tailandia, fue una lucha feroz, donde cinco de los nueve juegos se fueron a tres sets. Dinamarca venció y se vengó de su derrota contra Tailandia en la Thomas Cup de 1961. Finn Kobbero y Jorgen Hammergaard Hansen vencieron a las mismas parejas de doblistas (Bhornchima y Kanchanaraphi; Chumkum y Vatanatham) que los habían derrotado en la Thomas Cup 1961. Mientras que Erland Kops ganó tres juegos de singles contra Channarong Ratanaseansuang y Charoen Wattanasin. Sin embargo, al igual que contra Malasia, Erland Kops perdió sus dos juegos de dobles, de pareja con P. E. Nielsen. Además, el resultado de la estrategia danesa fue que Erland Kops hubiera jugado veinte juegos llenos de presión (dos veces más juegos que cualquier otro jugador danés) y, aunque había ganado todos sus juegos de singles, también era cierto que había perdido todos sus juegos de dobles. Esta estrategia se mantuvo para la Ronda de Reto contra Indonesia.

### Ronda de semifinal
| Tailandia | 6–3 | Japón   |
| Dinamarca | 7–2 | Malasia |

### Ronda final
| Dinamarca | 6–3 | Tailandia |

## Ronda de reto
En la Thomas Cup 1958 y Thomas Cup 1961, gran parte del éxito del campeón defensor, Indonesia, había estado basado en sus doblistas; sin embargo, sus jugadores singlistas también se habían destacado por solamente haber perdido dos de treinta encuentros y, ninguno de ellos, durante la Ronda de Reto. Para 1964, los mejores años de Tan Joe Hok y Ferry Sonneville parecían haber ya pasado. Tan Joe Hok, aunque solamente tenía 26 años, se encontraba ocupado con sus estudios y había jugado pocos torneos internacionales en los últimos dos años, con relativamente pobres resultados. Por su parte, Ferry Sonneville ya contaba con 33 años de edad y su última victoria en algún torneo mayor ya tenía más o menos dos años para atrás. 
Para grata sorpresa de todos, la Thomas Cup sacó los mejor de todos estos jugadores, en especial de Tan Joe Hok y Ferry Sonneville, Por contraste, sacó lo peor en algunos de los seguidores de Indonesia en Tokio, cuyo comportamiento cruzó la línea de franco apoyo a su equipo, a prácticamente interrumpir e interferir con el desarrollo de los juegos. Pues, abusaron del uso deliberado de flashes de fotografía, sobre todo, cuándo los jugadores daneses estaban de frente a sus cámaras. Erland Kops perdió sus dos encuentros contra Tan Joe Hok y Ferry Sonneville, a pesar de haber estado ganando 14-6 el segundo set contra Ferry Sonneville y habiendo ganado el primer set. Ferry Sonneville también derrotó al campeón del All-England, Knud Aage Nielsen, quién previamente había vencido a Tan Joe Hok en tres sets. Con la sorpresiva victoria de Ang Tjin Siang (más tarde conocido como Muljadi) sobre Henning Borch, Indonesia había sumado cuatro de cinco juegos de singles. No obstante, con las victorias de los invictos Finn Kobbero y Jorgen Hammergaard Hansen, los daneses todavía tuvieron ciertas esperanzas para el octavo juego, donde la pareja danesa formada por Erland Kops y Henning Borch enfrentaron Tan King Gwan y A. P. Unang. En dicho encuentro, cuando los daneses ganaron el primer set 15-12, la intervención de los fanáticos indonesios fue tan intensa que el juego se tuvo que retrasar por 20 minutos. Una vez reiniciado el encuentro, la pareja de Indonesia fue tomando el control del partido gradualmente, hasta ganar el tercer set 15-6. Una vez más, Dinamarca se quedaba corta para ganar la Thomas Cup. No obstante, Dinamarca presentó una protesta oficial contra el resultado, fundada en las intervenciones ocasionadas por el público en la Ronda de Reto, pero, la Federación de Bádminton Internacional (ahora el Bádminton Federación Mundial) rechazó dicha protesta.
| 1964 Thomas Cup Campeones |
| ------------------------- |
| Indonesia Tercer título   |